# Миёси, Нахо
Нахо Миёси (яп. 三好南穂 Миёси Нахо) (род. 21 декабря 1993, городе Итикава, Тиба (префектура), Япония) — японская баскетболистка, игравшая на позиции атакующего защитника.

## Биография
Саки ходила в среднюю школу Сакурабана Гакуэн.
Во время учёбы Нахо приглашена в сборную Японии девушек до 17 лет.
занял 5-е место на чемпионате мира среди юношей до 17 лет и 1-е 3×3 место на молодёжном чемпионате мира в качестве представителя страны по возрасту.

## Карьера

### Молодежные сборные
- Миёси дебютировала на международном уровне в 2010 году на первом Чемпионате мира ФИБА среди девушки до 17 лет.

Нахо Миёси играла во всех 8 играх и заняла 5 место. Проводила на площадке в среднем 12,8 минуты и набирала 6,4 очка за игру.
- В 2011 году принила участие в первом турнире Баскетбол 3х3 Чемпионате мира до 18 лет завоевав бронзовые медали[4].

### Профессиональная карьера
В 2012 году пришла в команду японской женской лиги Шансон V Магия.
В сезоне 2016-17 лучшая в лиге WJBL по показателям 3 очковых бросков
В 2017 году перешла в команду японской женской лиги Тойота Антилопы.
- Победитель WJBL 2020-21

### Сборная Японии по баскетболу
В 2014 году была приглашена представлять основную сборную Японии на Азиатских играх 2014 в Инчхоне. Команда состояла в основном из молодых игроков, и завоевал бронзовую медаль.
- Олимпийских играх 2016 в Рио-де-Жанейро, Бразилия. Сборная Японии дошла до ¼ финала[5].
- Серебряный олимпийский призёр игр 2020 года в Токио в среднем 7,9 минуты и забивала 3 очка за игру[6].
- Отборочный турнир в феврале 2022 года на Чемпионат мира по баскетболу среди женщин 2022 участвовала в квалификации[7].